# Ryan Shaw (rugby à XIII)

a Compétitions nationales et continentales officielles uniquement.

Ryan Shaw, né le 26 septembre 1992 à Barrow-in-Furness (Angleterre), est un joueur anglais de rugby à XIII et de rugby à XV évoluant aux postes d'ailier, d'arrière ou de centre. Formé à Warrington, il y multiplie les prêts sans obtenir sa chance avec Warrington, c'est ainsi qu'il évolue successivement à Leigh, Barrow, Swinton ou London Broncos dans des divisions inférieures. En 2015, il se résout à signer pour Bradford pour une saison lui permettant à partir de 2016 de rejoindre à Hull KR et d'évoluer en Super League en tant que titulaire et botteur du club.

## Biographie
Ryan Shaw est originaire du comté de Cumbria, une région historique du rugby à XIII, même si ses clubs professionnels ne font plus partie du plus haut niveau.
À ce titre, le magazine britannique Rugby League World le retient au mois de décembre 2018 dans une sorte de XIII virtuel composé de joueurs provenant uniquement de cette région. Dans cette équipe idéale, il porterait le numéro 5.

## Palmarès

### Détails

#### En club
| Saison | Club           | Compétition       | Matchs | Points | Essais | Buts | Drop |
| ------ | -------------- | ----------------- | ------ | ------ | ------ | ---- | ---- |
| 2012   | Leigh          | Championship      | 3      | 10     | 2      | 1    | 0    |
| 2012   | Leigh          | Northern Rail Cup | 1      | 4      | 1      | 0    | 0    |
| 2012   | Barrow         | League 1          | 11     | 140    | 8      | 54   | 0    |
| 2012   | Barrow         | Northern Rail Cup | 1      | 8      | 0      | 4    | 0    |
| 2013   | Swinton        | Championship      | 16     | 94     | 7      | 33   | 0    |
| 2013   | Swinton        | Challenge Cup     | 1      | 10     | 1      | 3    | 0    |
| 2013   | Swinton        | Northern Rail Cup | 1      | 0      | 0      | 0    | 0    |
| 2013   | London Broncos | Super League      | 2      | 8      | 1      | 2    | 0    |
| 2014   | Barrow         | Championship      | 25     | 156    | 10     | 58   | 0    |
| 2014   | Barrow         | Challenge Cup     | 1      | 2      | 0      | 1    | 0    |
| 2015   | Bradford       | Championship      | 23     | 250    | 15     | 95   | 0    |
| 2015   | Bradford       | Challenge Cup     | 2      | 40     | 2      | 16   | 0    |
| 2016   | Hull KR        | Super League      | 7      | 28     | 4      | 6    | 0    |
| 2017   | Hull KR        | Championship      | 28     | 98     | 24     | 1    | 0    |
| 2017   | Hull KR        | Challenge Cup     | 3      | 10     | 2      | 0    | 0    |
| 2018   | Hull KR        | Super League      | 19     | 166    | 11     | 56   | 0    |
| 2018   | Hull KR        | Challenge Cup     | 2      | 10     | 0      | 5    | 0    |